# 色冠
色冠，亦稱青冠，是以印有《小倉百人一首》的歌留多為牌具的傳統牌類遊戲。

## 牌具

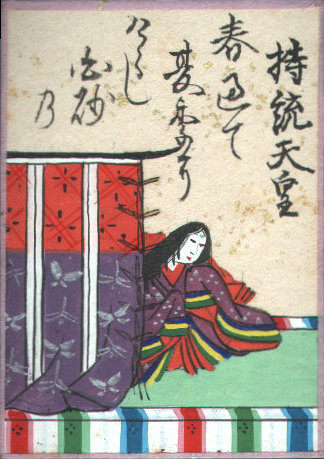
歌留多上的持統天皇

- 《小倉百人一首》的歌留多，共一百張牌。

## 牌規
- 四人圍坐，對象為同一組。
- 每局開始，每位玩家發二十五張牌。共比四局。
- 莊家先引牌，然後玩家依逆時鐘方向輪流出一張牌。下家出牌需與上家同種，無法出牌時，棄權。三家皆棄權時，第四家再出任意一張牌。牌有以下九種。
  - 天智天皇
  - 持統天皇
  - 黒冠
  - 色冠
  - 縦烏帽子
  - 横烏帽子
  - 矢五郎
  - 女性
  - 僧侶
- 天智天皇、持統天皇可當其他種用。出天智天皇時，其他人需棄權；出持統天皇時，除非出天智天皇，否則須棄權。
- 先出完牌者獲勝，獲得其他組剩餘牌的點數。[1][2][3]